# Blériot (lune)
Pour les articles homonymes, voir Blériot.
Blériot est un satellite naturel de Saturne, plus précisément un satellite à hélice trans-Encke. Son rayon serait inférieur à 1 200 mètres et sa sphère de Hill aurait un rayon de 615 mètres. Il orbite à près de 135 000 kilomètres du centre de Saturne, dans la partie extérieure de l'anneau A, au-delà de la division d'Encke, d'où le nom de « trans-Encke ».
Il est nommé d'après l'aviateur français Louis Blériot.
Découverte en 2005 par la sonde Cassini, Blériot a depuis été revu plusieurs fois, notamment le 11 novembre 2012.